# Azteca severini
Azteca severini är en myrart som beskrevs av Carlo Emery 1896. Azteca severini ingår i släktet Azteca och familjen myror. Inga underarter finns listade.